# 폰즈 (음식)

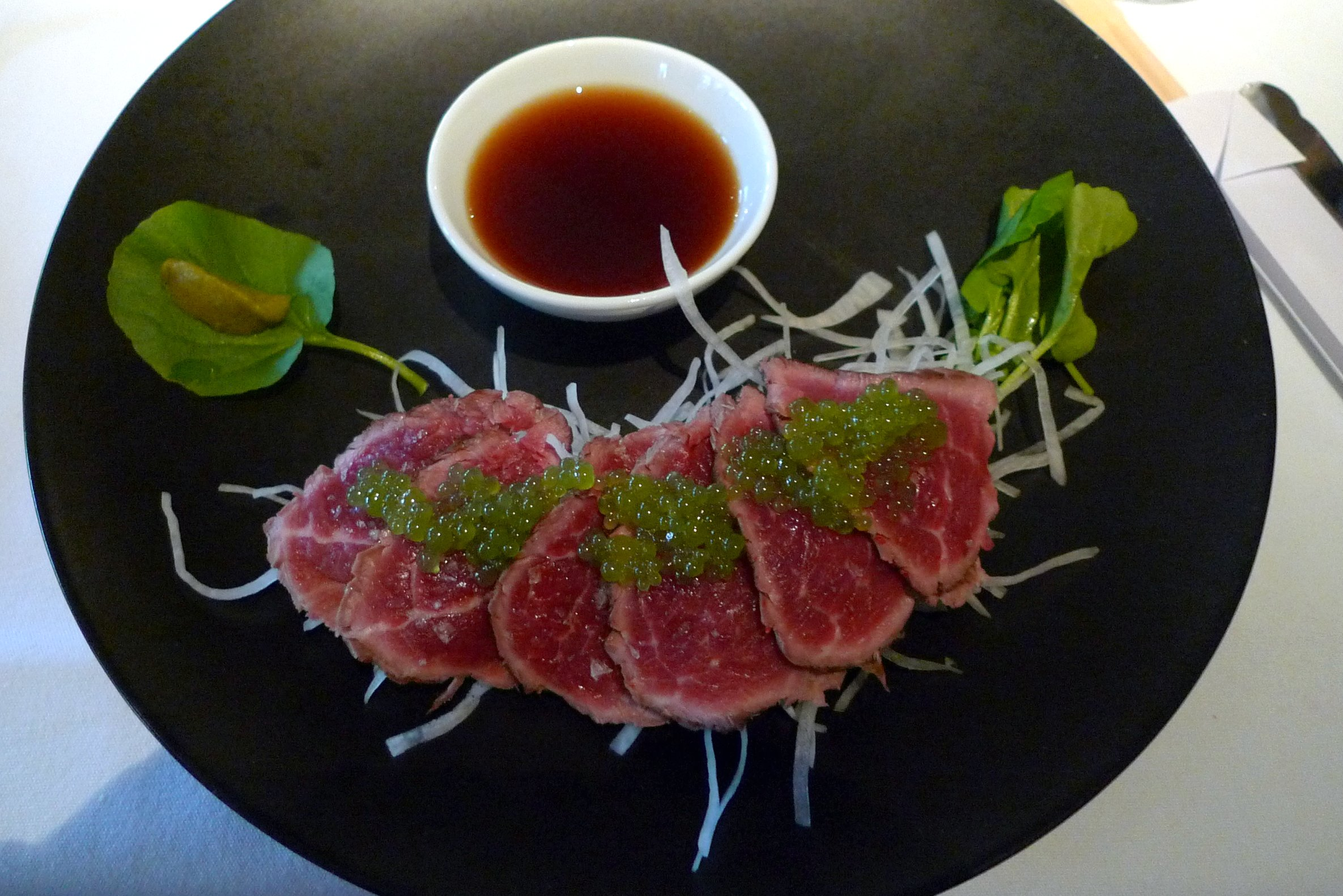
폰즈쇼유와 소고기 타다끼

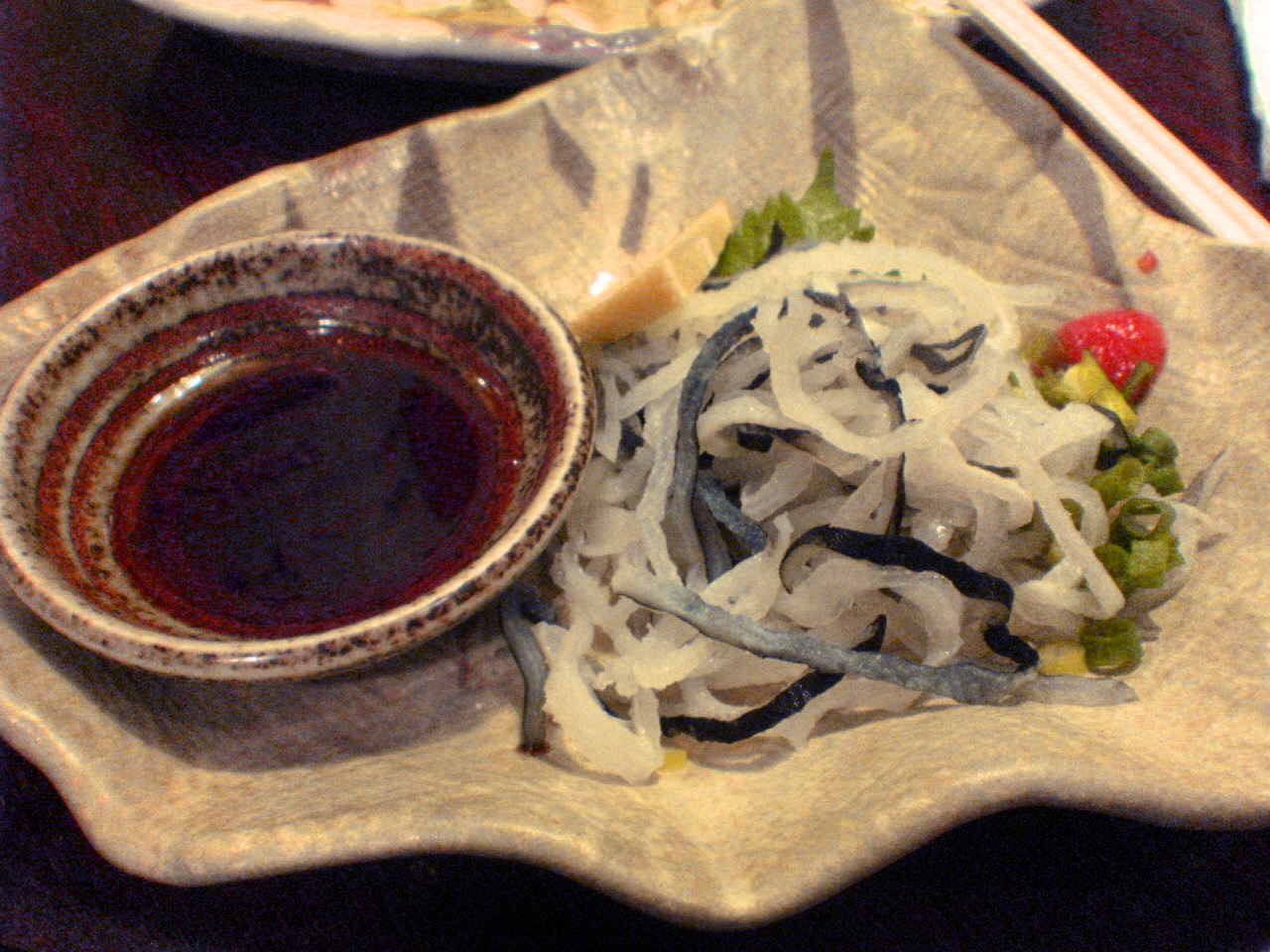
폰즈쇼유와 복어 요리

폰즈(일본어: ポン酢)는 귤열매를 주 재료로 만든 소스로 일본 요리에서 흔히 쓰인다. 톡 쏘는 맛이 나며 점성은 거의 물과 같고, 무색에 가깝다. 폰즈쇼유(일본어: ポン酢醤油)는 간장(쇼유)을 추가한 폰즈로, 폰즈쇼유를 폰즈라고 부르기도 한다.
용어의 유래는 네덜란드어로 펀치를 뜻하는 단어 pons가 일본으로 유입되며 변형된 ponsu이다. 폰즈에서 신맛이 나기 때문에 단어 끝의 '-su'는 식초를 뜻하는 酢로 쓰게 되었다.
미림, 식초, 가쓰오부시, 다시마 등의 해초를 중간불에서 끓여서 폰즈를 만들 수 있다. 끓인 폰즈는 식힌 뒤에 가쓰오부시를 걷어낸다. 그 후 유자, 영귤, 광귤, 가보스, 레몬 등의 과일즙을 추가하여 완성한다.
시중에서 팔리는 폰즈는 보통 유리병에 넣어 판매된다. 보통 샤브샤브 같은 나베모노나 타다끼, 사시미와 같이 나온다. 간사이 지방에서는 타코야끼 소스로도 쓰인다.